# Maleimidna hidrolaza
Maleimidna hidrolaza (EC 3.5.2.16, imidaza, ciklična imidna hidrolaza, ciklična-imidna amidohidrolaza (deciklizacija)) je enzim sa sistematskim imenom ciklični-imid amidohidrolaza (deciklizacija). Ovaj enzim katalizuje sledeću hemijsku reakciju
maleimid + H2O {\displaystyle \rightleftharpoons } maleaminska kiselina
Sukcinimid i glutarimid, i ciklični imidi koji sadrže sumpor, kao što je rodanin, mogu takođe da budu supstrati za enzim iz Blastobacter sp. A17p-4.

## Literatura
- Nicholas C. Price; Lewis Stevens (1999). Fundamentals of Enzymology: The Cell and Molecular Biology of Catalytic Proteins (Third изд.). USA: Oxford University Press. ISBN 019850229X.
- Eric J. Toone (2006). Advances in Enzymology and Related Areas of Molecular Biology, Protein Evolution (Volume 75 изд.). Wiley-Interscience. ISBN 0471205036.
- Branden C; Tooze J. Introduction to Protein Structure. New York, NY: Garland Publishing. ISBN 0-8153-2305-0.
- Irwin H. Segel. Enzyme Kinetics: Behavior and Analysis of Rapid Equilibrium and Steady-State Enzyme Systems (Book 44 изд.). Wiley Classics Library. ISBN 0471303097.
- William P. Jencks (1987). Catalysis in Chemistry and Enzymology. Dover Publications. ISBN 0486654605.

## Spoljašnje veze
- Maleimide+hydrolase на 